# Ко не полуди тај није нормалан
Ко не полуди, тај није нормалан је албум групе Бијело дугме из 2016. године у издању дискографске куће Кроација рекордс у Хрватској и Сити рекордс у Србији. Албум је деломично сниман на концерту у Пули а делимично Војковачком Клоштру. На албуму певају два задња певача бенда Младен Војичић Тифа и Ален Исламовић.

## О албуму
Реч је о фантастичним новим изведбама Дугметових мегахитова, као што су "Ружица си била сада више ниси", "Напиле се улице" и "А и ти ме изневјери", првом Дугметовом издању.Језгру ових запањујућих нових интерпретација чине Бреговић и два култна Дугметова пјевача, Ален и Тифа, док се као гости јављају Мухарем Реџепи на гочу, Бокан Станковић и Драгић Величковић на трубама, Стојан Димов на саксофону те Александар Рајковић и Милош Михајловић на баритонима. 
Упечатљиву насловну фотографију потписује Небојша Бабић, док је за ликовно обликовање заслужан Оранџ студио, заокружујући ово издање у једно од неколицине најатрактивнијих у овој години.
Албум (дефинитивно пун погодак за издавача) сигурно ће пратити углавном два супротстављена става – разочарење оних који још увијек воле само изворне пјесме Бијелог дугмета и, с друге стране, одушевљење неких нових музичких генерација, које прате и цијене Бреговићев опус из касније фазе којом доминира Оркестар за свадбе и сахране.

## Попис песама
1. А и ти ме изневјери
2. Ружица си била,сада више ниси
3. Ипак пожелим неко писмо
4. За Есму
5. Аиаио ради радио
6. Лажеш
7. Зар не видиш да правим будалу од себе
8. Напиле се улице
9. Мени се не спава
10. Замисли
11. Шта има ново
12. Педикулис пубис